# وليد شور
وليد عادل شور (من مواليد 10 يونيو 1996) هو لاعب كرة قدم يلعب كلاعب خط وسط لنادي العهد والمنتخب اللبناني.
بدأ مسيرته المهنية مع نادي العهد، وتم إعارته إلى الراسينغ بيروت لموسم واحد في عام 2018. عند عودته إلى العهد، ساعد النادي على الفوز بكأس الاتحاد الآسيوي 2019 وكأس السوبر اللبناني 2019، قبل أن يُغادر على سبيل الإعارة إلى شباب الساحل في صيف 2021.
وُلدت شور في سيراليون لأم سيراليونية وأب لبناني، استدعي لتمثيل سيراليون دوليًا على المستوى الأول في عام 2019، ولكنه لم يظهر في اي مباراة.
اختار تمثيل لبنان دولياً، ليظهر لأول مرة في عام 2021.

## النشأة
ولد في فريتاون، سيراليون، حيث بدأ اللعب في نادي مسقط رأسه كالون في 2010. في عام 2011، انتقل إلى النادي الإنجليزي لوتون تاون، وبقي فيه حتى 2014. بين عامي 2015 و2018، لعب كرة القدم للشباب في الصين. وحصل على لقب أفضل لاعب في كأس الصيف لدوري الصين الدولي لكرة القدم لعام 2016.

## مهنة النادي

### العهد

#### 2018–19: إعارة إلى راسينغ بيروت
في 27 يوليو 2018، وقع شور مع نادي العهد اللبناني في الدوري الممتاز؛ ثم أرسل على سبيل الإعارة إلى راسينغ بيروت في 11 سبتمبر. خاض خلال فترة إعارته 13 مباراة بالدوري.

#### 2019-2021: العودة إلى العهد
عند عودته إلى العهد، لعب شور في الدوري اللبناني الممتاز 2019–20 الملغى. ثم لعب أول مباراة له في موسم 2020–21 في 4 أكتوبر 2020، كلاعب أساسي ضد البرج. سجل شور هدفه الأول مع الفريق الأول في 10 أبريل 2021، ضد شباب الساحل. كما لعب مباراة واحدة في كأس الاتحاد الآسيوي 2019 والتي فاز بها العهد.

#### 2021–22: إعارة لشباب الساحل
في 7 يوليو 2021، انتقل إلى نادي شباب الساحل على سبيل الإعارة لمدة عام واحد.

## مهنة دولية
ولد شور في سيراليون لأب لبناني وأم سيراليونية، وهو مؤهل لتمثيل سيراليون ولبنان دولياً. أستدعي إلى تشكيلة سيراليون قبل الجولة الأولى من التصفيات المؤهلة لكأس العالم 2022، ولكنه أستبعد في النهاية.
ظهر شور لأول مرة دوليًا مع لبنان في الجولة الثالثة من التصفيات المؤهلة لكأس العالم 2022، حيث دخل كبديل في الدقيقة 90 أمام الإمارات العربية المتحدة.

## الإحصائيات المهنية

### دولي
| الفريق الوطني | سنة     | الظهور | الأهداف |
| ------------- | ------- | ------ | ------- |
| لبنان         | 2021    | 5      | 0       |
| لبنان         | 2022    | 1      | 0       |
| لبنان         | 2023    | 8      | 0       |
| المجموع       | المجموع | 14     | 0       |

## الإنجازات
العهد
- كأس الاتحاد الآسيوي: 2019
- الدوري اللبناني الممتاز: 2022–23
- كأس النخبة اللبنانية: 2022
- كأس السوبر اللبناني: 2019؛ المركز الثاني: 2023

## روابط خارجية
- وليد شور على موقع أف آي لبنان (FA Lebanon)
- وليد شور على فرق كرة القدم الوطنية.كوم
- وليد شور  على سكروي
- وليد شور على أل أف جي